# 넥스타
넥스타 (be 니에흐-타)는 주로 텔레그램과 유튜브 채널을 통해 배포되는 벨라루스 언론 매체이다. 유튜브 채널은 당시 17세 학생이었던 스테판 푸칠라가 설립했다. 이 채널의 본부는 설립자가 망명한 후 폴란드 바르샤바에 위치해 있다.
이 채널은 2020년~2021년 벨라루스 시위 이후 사건을 다루는 주요 뉴스 출처로서 벨라루스에서 가장 큰 텔레그램 채널이 되었다. 텔레그램 채널은 주로 시위 중에 사용자들이 제출한 짧은 비디오와 이미지를 다루었으며, 더 긴 원본 비디오는 유튜브에 공유되었다. 2022년 러시아의 우크라이나 침공 동안 넥스타는 전쟁 사건을 보도하는 운영 자원이 되었다. 넥스타는 러시아어권에서 가장 큰 텔레그램 뉴스 채널 중 하나를 운영하며, 거의 100만 명의 구독자를 보유하고 있다. 2024년 7월 미디어 프로젝트 "정보 정책"의 통계에 따르면 NEXTA Live는 조회수 기준으로 두 번째로 큰 벨라루스 유튜브 채널이다. "벨라루스 유튜브" 채널의 통계에 따르면 NEXTA Live는 국영 미디어 채널을 제외하면 가장 큰 독립 벨라루스 유튜브 채널이다.
넥스타는 벨라루스 당국의 압력을 받고 있다. 2020년 10월부터 넥스타와 그 로고는 벨라루스에서 극단주의적 내용으로 간주된다. 창립자인 스테판 푸칠라와 전 편집장 로만 프로타세비치는 2020년 11월 벨라루스 당국에 의해 "테러 활동에 연루된 개인" 목록에 올랐다. 국제앰네스티는 블로거들을 테러리스트로 분류한 것은 "자의적"이며, 벨라루스 당국의 결정은 오로지 푸칠라와 프로타세비치의 언론 활동에 기반을 두었다고 밝혔다. 2021년 10월부터 NEXTA, NEXTA Live, Luxta 또한 극단주의 단체로 분류되었다. 2022년 4월, 벨라루스 대법원은 이들을 테러 조직으로 선언했다.

## 이름
넥스타는 벨라루스어 니에흐타(нехта, "누군가"를 의미)와 영어 넥스트("다음 세대"를 의미)를 이용한 파로노마지아이다. 발음은 넥스타가 아니라 넥흐타이다.

## 팀
2019년 5월, NEXTA 채널은 스테판 푸칠라 혼자 관리했다. 그 동안 전체 편집팀이 이 미디어 매체 뒤에 있다. NEXTA에서 일하는 모든 기자들은 폴란드 또는 다른 유럽 국가에 살고 있다. 그들의 거주지에 대한 정보는 비밀로 유지된다.
전 편집위원 중에는 다음이 있다.
- 로만 프로타세비치, 2020년 9월까지 NEXTA의 편집장. 프로타세비치는 2021년 5월 23일 벨라루스 대통령 알렉산드르 루카셴코의 명령으로 그의 비행기인 라이언에어 4978편 강제착륙 사건이 민스크로 회항된 후 벨라루스 당국에 의해 체포되었다. 벨라루스 항공 교통 관제에 의해 전달된 허위 폭탄 위협 때문이었다.[13]
- 얀 루지크, 전 벨사트(영어판) 직원으로 2021년 NEXTA를 떠났다.[14] 2022년 5월, 루지크는 푸칠라와 함께 벨라루스 당국에 의해 "테러 조직 넥스타의 활동 지시" 혐의로 기소되었다.[15] 2023년 5월, 루지크는 궐석 재판에서 징역 19년을 선고받았다. 2024년 3월, 루지크는 우크라이나에서 카스투스 칼리노우스키 연대에 합류했다.[16]
- 타데우시 기찬, 전 편집장.[17]

## 역사

### 설립
넥스타는 2015년 스테판 푸칠라가 동명 밴드의 유튜브 음악 채널로 설립했다. 그는 스포츠 기자이자 벨사트 TV-채널의 평론가였다. 처음 업로드된 비디오는 'No Way Out'이라는 제목의 뮤직비디오로, 2015년 벨라루스 대통령 선거와 대규모 조작에 관한 것이었다. 벨라루스 국가보안위원회는 즉시 넥스타에 관심을 보였다. 당시 푸칠라는 아직 학교에 다니고 있었고, 법 집행관들이 그에 대해 알아내기 위해 방문했다. 2017년 밴드가 해체된 후 푸칠라는 이 채널을 '루카셴코의 벨라루스에서 일어나는 모든 쓰레기를 축적하는' 데 사용하기 시작했고, 매주 국가 뉴스를 검토했다. 당시 비디오를 가진 독립 언론은 드물었고 넥스타는 곧 인기를 얻었다. 푸칠라의 '그들은 사형 선고를 받았다'라는 제목의 영화는 2017년에 유튜브에 업로드되어 곧 550만 조회수를 기록했다. '루카셴코. 범죄 파일'이라는 영화는 광범위한 대중의 항의를 불러일으켰고, 푸칠라는 벨라루스에서 비그라타 인물이 되었다.
2018년 가을 푸칠라는 넥스타 라이브 텔레그램 채널을 출시했다. 첫날부터 2000명 이상의 유튜브 구독자가 가입했다.
2018년 푸칠라는 '대통령 모욕' 혐의로 기소되었다. 그의 어머니 아파트는 법 집행 기관에 의해 수색되었다.
2019년 로만 프로타세비치가 넥스타에 합류했고, 팀은 4명으로 늘어났다. 이 채널은 주로 사용자 생성 콘텐츠를 사용했으며, 때로는 경찰관으로부터 익명으로 보내지기도 했다. 설립자들에 따르면 넥스타는 광고 판매로 유지되었다.

### 정부 통제 TV 채널과의 갈등
2018년 벨라루스 통신사는 푸칠라가 자신들의 비디오를 훔쳤다고 비난했다. 블로거는 저작권 침해를 주장하는 가짜 인물들로부터 보고서를 받았다고 불평했다. 푸칠라는 자신의 영화에서 국영 TV 채널에서 가져온 영상이 20%를 넘지 않았다고 설명했는데, 국영 TV 채널은 루카셴코와 관련된 모든 비디오 콘텐츠를 독점했다. 당시 넥스타의 유튜브 채널은 20만 명 이상의 구독자를 보유하고 있었다. 푸칠라는 벨라루스 법에 따라 TV 프로그램의 인용은 분석, 평가 및 정보 목적으로 사용이 허용된다고 설명했다. 갈등 이후 그는 콘텐츠에서 로고를 삭제하기 시작했다.

### 슬로님 시장 소송 사건
2019년 9월 26일, 슬로님 지역 집행위원회 위원장인 겐나디 호미치가 스테판 푸칠라를 상대로 소송을 제기한 사실이 알려졌다. 문서에서 공무원은 위원장과 지역 집행위원회 위원장의 아내가 음주운전으로 교통경찰에 구금되었다는 정보에 대해 반박을 요청했다.
11월 12일, 민스크 지방법원은 텔레그램 채널 넥스타에 반박문을 게시하고 푸칠라에게 틀:통화의 벌금을 선고했다. 블로거는 벨라루스 법원의 독립성에 의문을 제기하며 법원의 결정을 따르지 않겠다고 말했다.

### 추덴초프 사건
2019년 11월 21일, 넥스타와 협력했던 언론인 블라디미르 추덴초프가 폴란드 국경을 넘으려던 벨라루스 세관원들에게 체포되었다. 국가 공무원들은 그의 옷에서 0.87그램의 삼속을 발견했다고 주장한다. 국경 없는 기자회는 추덴초프의 체포 상황에 의문을 제기했다. 체포 후 NEXTA는 추덴초프를 지지하는 비디오를 게시했다. 추덴초프는 징역 5.5년을 선고받았다. 스테판 푸칠라는 추덴초프가 알렉산드르 루카셴코에 대한 다큐멘터리 영화 제작에 참여했기 때문에 벨라루스 국가 당국의 보복의 희생자가 되었다고 생각한다.

### 2020년~2021년 벨라루스 시위
경찰의 잔인한 폭력 사건이 처음 발생한 후, 사람들은 민스크와 다른 벨라루스 도시의 중심 광장에 모여 재선거와 모든 구금된 시민의 즉각적인 석방을 요구하는 시위를 벌였다. 전국적인 시위는 국영 언론에 의해 보도되지 않았고, 인터넷은 며칠 동안 완전히 차단되었다. 다른 독립적인 정보원(예: Tut.By)은 차단되었다. 넥스타는 대부분의 통신 두절을 우회할 수 있었고, 당국은 텔레그램 그룹에 대한 접근을 같은 정도로 제한할 수 없었다. 그들은 사용자, 즉 경찰 봉쇄 및 순찰대의 현재 위치, 집합 시간 및 장소, 시위대의 도움 요청, 법 집행 폭력의 사실 및 사진 등을 포함하여 사용자가 보낸 데이터를 게시했다. 2020년 8월 9일에서 16일 사이에만 넥스타 라이브 구독자 수가 30만 명에서 200만 명으로 늘어났다. 2020년 8월 현재 넥스타는 유튜브 및 텔레그램 채널에서 74만 명 이상의 구독자를 보유하고 있었다.
시위 운동 중 NEXTA의 영향력 있는 역할은 로이터, Associated Press, BBC 및 뉴욕 타임스를 포함한 수많은 국제 언론 매체에 의해 보도되었다.
넥스타는 시위 중 활동가들과의 조정을 위해 벨라루스 정부로부터 압력을 받았으며, 이는 일부 언론인에 따르면 넥스타가 언론 뉴스 출처가 아니라는 것을 의미하는 시위 장소와 시간, 자세한 지시를 포함한다. 또한 검증되지 않은 정보를 게시했다는 비판도 받았다. 프로타세비치와 푸칠라는 벨라루스 정권으로부터 수많은 위협을 받았으며, 크렘린 봇으로부터 대규모 공격을 받았다.
2020년 9월 넥스타는 확장되어 편집실로 성장했고, 더 많은 언론인을 고용하고 주제별 부서를 개발했다.

### 극단주의 혐의, 금지 및 탄압
2020년 10월 넥스타 채널과 그 로고는 벨라루스에서 극단주의 자료로 선언되었다. 당시 넥스타와 넥스타 라이브는 약 200만 명의 구독자를 보유하고 있었다. 푸칠라는 채널을 리브랜딩하겠다고 약속했다. 한 달 후, 당국은 푸칠라와 프로타세비치에 대해 '대규모 폭동 조직' 혐의로 형사 사건을 개시했다.
2020년 11월 19일, 프로타세비치와 푸칠라는 벨라루스 공식 "테러리스트 목록"에 포함된 최초의 벨라루스 시민이 되었다. 인권 단체 국제앰네스티는 블로거들을 테러리스트로 분류한 것을 "자의적"이라고 불렀으며, 벨라루스 당국의 결정이 그들의 언론 활동에만 기반을 두었다고 말했다.
2021년 3월 현재, 벨라루스 수사위원회는 넥스타의 편집위원회를 '외국 극단주의 요원'으로 인정하려 하고 있다.
2021년 5월, 벨라루스군 전직 장교 데니스 우라드는 반역죄로 징역 18년을 선고받았다. 그는 2020년 시위 기간 중 4000명의 병력을 파견해달라는 MVD 요청서 사본을 벨라루스 국방부에 유출한 혐의로 기소되었다.

#### 프로타세비치 체포
타데우시 기찬은 로만 프로타세비치가 구금된 블로거 이가르 로식이 이전에 편집했던 "두뇌의 벨라루스" 텔레그램 채널로 옮겨간 후 편집장이 되었다.
휴가를 마치고 그리스에서 빌뉴스로 돌아가는 길에 로만 프로타세비치는 여자친구 소피아 사페가와 함께 벨라루스 당국에 의해 체포되었다. 2021년 5월 23일, 벨라루스 대통령 알렉산드르 루카셴코의 명령으로 그의 비행기인 라이언에어 4978편 강제착륙 사건이 민스크로 회항되었는데, 이는 벨라루스 항공 교통 관제가 전달한 허위 폭탄 위협 때문이었다. 2022년 7월 보고서에서 국제 민간 항공 기구는 강제 착륙을 벨라루스 정부의 항공에 대한 "불법 간섭"이라고 비난했다.
2021년 6월, 프로타세비치는 가택 연금에 처해졌다. 2022년 5월 6일, 그의 전 여자친구 사페가는 "사회적 증오를 선동한" 혐의로 징역 6년을 선고받았다.

#### '극단주의 단체' 지정 및 재판
2021년 10월, 정부는 넥스타, 넥스타 라이브, 럭스타를 '극단주의 단체'로 분류하고 이러한 텔레그램 채널의 모든 팔로워는 형법에 따라 기소될 것이라고 선언했다.
2022년 1월, 바르샤바 지방 법원은 스테판 푸칠라의 송환이 "법적으로 불가능"하다고 선언했다. 이전에 벨라루스는 폴란드에 그의 송환을 요청했다. 다리우스 우보프스키 판사는 벨라루스 정부의 요구에 대해 "이 나라는 정신병적인 독재자와 다른 견해를 가지고 있다는 이유만으로 전적으로 무고한 시민의 송환을 요구한다. 그 독재자는 어떤 문명화된 국가에서도 인정받지 못한다"라고 언급했다. 그 결과, 벨라루스 법무부는 우보프스키에 대해 형사 소송을 시작했다.
2022년 4월 8일, 벨라루스 대법원은 넥스타, 넥스타 라이브, 럭스타 채널을 "테러 조직"으로 선언하고 국내 활동을 금지했다. 이는 벨라루스 법무부의 요청에 따른 것이었다.
2023년 2월 16일, 민스크에서 라만 프라타세비치, 스테판 푸칠라, 얀 루지크에 대한 재판이 시작되었다. 현장에는 프라타세비치만 출석했다. 나머지 두 피고인은 망명 중이다. 언론인 보호 위원회는 당국에 "이 가짜 재판을 즉시 중단하고, 프라타세비치, 루지크, 푸칠라에 대한 모든 혐의를 철회하며, 기자들이 자유롭게 활동하도록 허용하라"고 촉구했다. 2023년 5월 3일, 프라타세비치는 징역 8년을 선고받았다. 그의 공동 피고인인 얀 루지크와 스테판 푸칠라는 궐석 재판에서 각각 징역 19년과 20년을 선고받았다.
2023년 5월 22일, 프라타세비치가 사면되었다고 발표되었다. 그의 사면은 다음 날 확인되었고, 프라타세비치는 구금에서 풀려났다.

## 평가
2022년 11월 22일, 유럽 의회는 위원회에 독립 언론 매체, 특히 넥스타와 같은 새로운 미디어를 추가로 지원할 것을 촉구하는 결의안을 통과시켰다. 넥스타는 "벨라루스에서 폭넓은 시청자를 보유하고 있음에도 불구하고 아직까지 EU의 재정 지원을 받지 못했다"고 언급했다.
2023년 7월 31일, 유럽 의회는 넥스타를 포함한 벨라루스 언론 매체를 강화할 것을 유럽 위원회와 회원국에 요청하는 또 다른 결의안을 통과시켰다.

## 수상

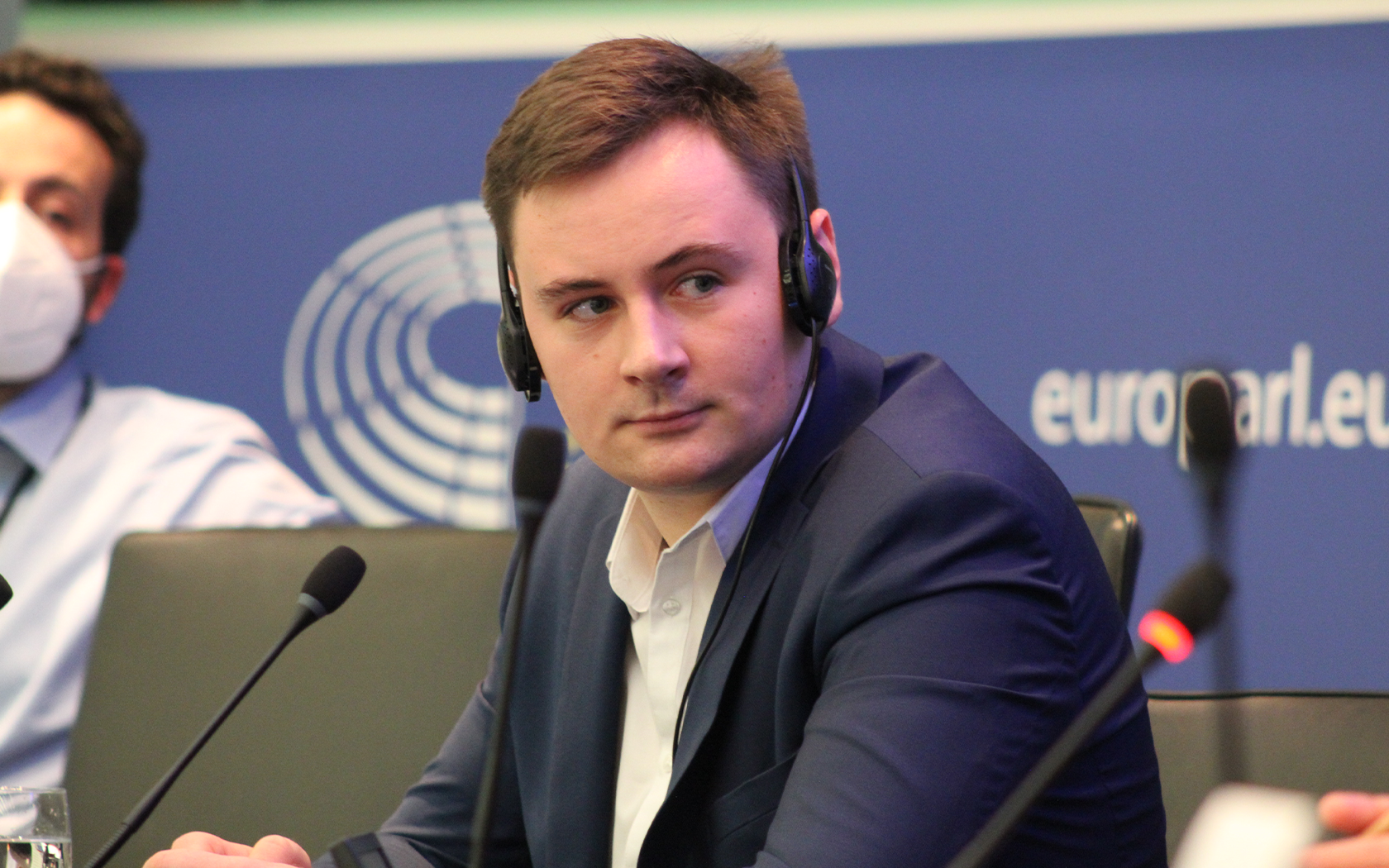
2020년 사하로프상 시상식에 참석한 스테판 푸칠라

- 2019: 차터 97 주최 국가 빅타르 이바시케비치 인권상[63]
- 2020: 열린 러시아 주최 "직업 - 언론인" 상[64]
- 2020: 유럽 의회 주최 사하로프상 (벨라루스 민주 야권 대표 수상자 중 한 명)[65]
- 2020: 폴란드 그랜드 프레스(폴란드어판) 상 Top-5 후보 중 하나[66]
- 2021: 벨라루스 연대 센터 주최 글로벌 벨라루스 연대 상 "텔레그램 포 유" 부문 수상[67]

## 오정보
2022년 10월, 소셜 미디어에서는 터키 용병들이 러시아의 우크라이나 침공에 참전하기 위해 가는 것을 보여주는 비디오가 확산되었다. 이 비디오는 친러시아 텔레그램 채널에서 "터키 군단병들이 러시아군에 합류하여 우크라이나에서 전투 작전에 참여할 것"이라고 주장하며 처음 게시되었다. 그러나 넥스타가 비슷한 주장으로 공유하자 빠르게 확산되었다. 하지만 유로뉴스 터키어 서비스 기자들은 남성들이 터키어 방언을 사용하지만 터키 출신이 아니라는 것을 확인했다. 이 방언과 일부 러시아어 단어의 혼합은 이 남성들이 거의 확실히 메스헤티 튀르크인 (아히스카 튀르크인)이라는 것을 시사한다. 유로뉴스는 해외 아히스카 튀르크인 대표와 통화하여 비디오 속 남성들이 아히스카 방언을 사용하고 있음을 확인했다. 그는 또한 이 남성들이 러시아에 거주하고 있었기 때문에 우크라이나 전쟁을 위해 동원되었을 것이라고 믿는다고 말했다. 아히스카 튀르크인들이 자신들을 튀르키예인으로 간주하기 때문에 군인들이 비디오에서 터키 국기를 들고 있는 것이 보였다고 덧붙였다.

## 필모그래피
- 2019: 루카셴코. 범죄 자료 - 유튜브
- 2020: 루카셴코. 거짓의 심연 위에서 - 유튜브
- 2021: 루카셴코. 금광 - 유튜브
- 2021: 금광 2: 독재자의 그림자 속에서 - 유튜브
- 2022: 루카셴코는 푸틴을 버렸다 / 배신에 대한 영화 - 유튜브
- 2022: 금광 3. 루카셴코의 수치스러운 결말 - 유튜브
- 2022: 폴란드. 피 속에 스며든 연대 - 유튜브
- 2023: 푸틴. 히틀러의 길을 걷다 - 유튜브
- 2023: 솔로비요프의 팬이 유럽에 도착하여 충격받다 / 프로스토크바샤 - 유튜브
- 2024: 루카셴코. 30년간 벼랑 끝에서 / 1부 - 유튜브
- 2024: 루카셴코. 30년간 벼랑 끝에서 / 2부 - 유튜브